# 龙头寨站
龙头寨站位于云南省蒙自市观澜街道十里铺村，是蒙宝铁路的一个车站。车站建于1918年，原仅办理旅客乘降，现已废弃，车站及其上下行区间均未电气化。车站距离蒙自站6公里，距离宝秀站136公里，隶属昆明铁路局，原为五等站。
龙头寨站现存站房一座，已损毁；车站附属建筑一座，保存良好，原为员工宿舍，现由私人使用。车站周边铁轨保留情况较好。